# Бугя-де-Жос (Прахова)
Бугя-де-Жос (рум. Bughea de Jos) — село у повіті Прахова в Румунії. Входить до складу комуни Гура-Вітіоарей.
Село розташоване на відстані 82 км на північ від Бухареста, 26 км на північ від Плоєшті, 61 км на південний схід від Брашова.

## Населення
За даними перепису населення 2002 року у селі проживали 1046 осіб, з них 1045 осіб (99,9%) румунів. Усі жителі села рідною мовою назвали румунську.